# Života Panić
Života Panić (Живота Панић , 3. listopadu 1933 – 19. listopadu 2003) byl jugoslávský vojenský důstojník, který sloužil jako poslední úřadující ministr obrany Jugoslávie a náčelník generálního štábu ozbrojených sil Jugoslávie.
Zastával hodnost generála a po rezignaci generála Blagoje Adžiće v roce 1992 vedl Jugoslávskou lidovou armádu. Panić byl v úřadu od roku 1992 do roku 1993 (ve Svazové republice Jugoslávie) po rozpuštění Socialistické federativní republiky Jugoslávie. V roce 1993 byl propuštěn ze své funkce kvůli skandálům týkajícím se jeho syna Gorana, který zásoboval armádu za předpokládané přemrštěné ceny.
Panić vystudoval jugoslávskou vojenskou školu jako velitel tanku a v 70. a 80. letech postupně stoupal v řadách Jugoslávské lidové armády. Dostal pravomoc nad 1. armádním okruhem (Bělehrad) a byl starším důstojníkem, který velel jednotkám během bitvy u Vukovaru. Po rozpadu Jugoslávie byla 27. dubna 1992 Panićovi nabídnuta pozice náčelníka štábu v nové jugoslávské armádě. Panić začal znovu srovnávat jugoslávskou armádu v roce 1993 s novými bitevními plány a strategiemi, ale nebyl připraven na politické boje o moc, které v té době v Bělehradě probíhaly, a odešel do výslužby.
Zemřel v Bělehradě 19. listopadu 2003, krátce po svých 70. narozeninách.